# Ken Kesey

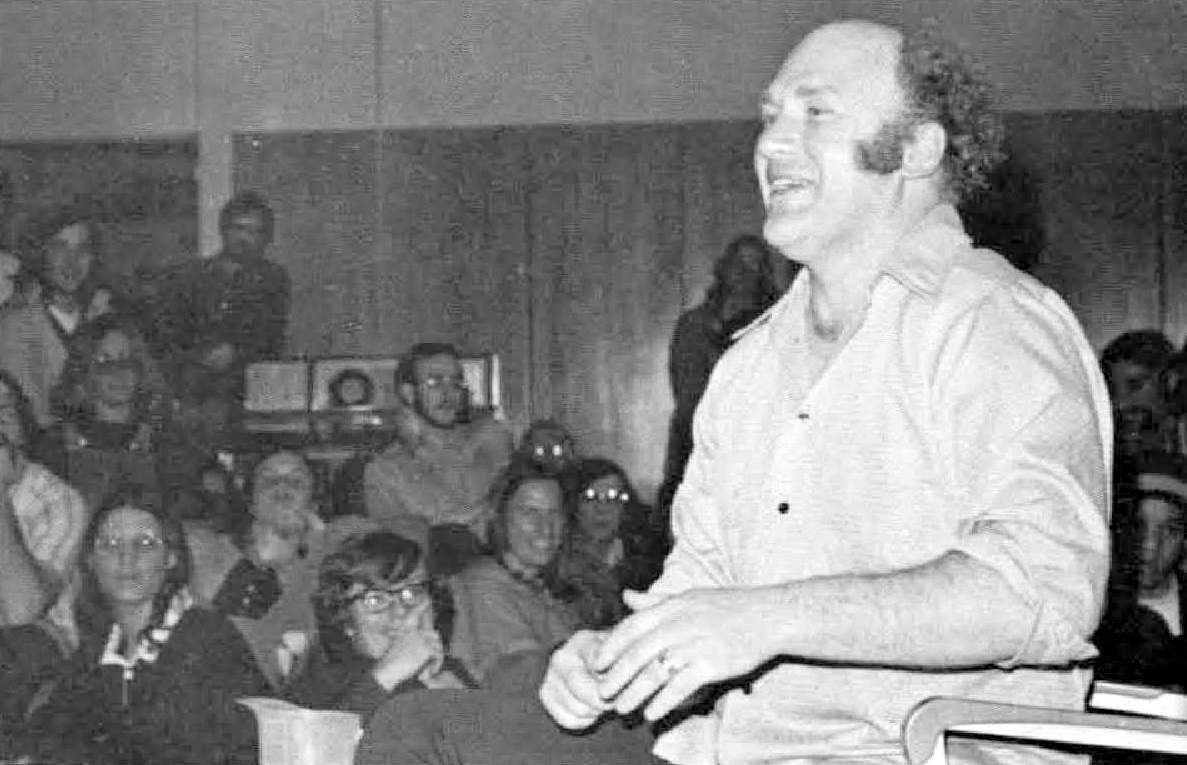
Ken Kesey 1974

Kenneth Elton „Ken“ Kesey ([ˈkiːziː]; * 17. September 1935 in La Junta, Colorado; † 10. November 2001 in Eugene, Oregon) war ein US-amerikanischer Schriftsteller und Aktionskünstler.

## Leben
Ken Kesey studierte ab 1959 an der Stanford University im kalifornischen Palo Alto das Fach Kreatives Schreiben. Nachdem er 1962 mit Einer flog über das Kuckucksnest (1975 verfilmt) einen Welterfolg gelandet hatte, gründete er in La Honda bei San Francisco eine Kommune mit den „Merry Pranksters“ und veranstaltete dort Happenings, die so genannten Acid-Tests, bei denen die damals noch legale Droge LSD verteilt wurde. Als bekannteste Mitglieder der „Merry Pranksters“ gelten Neal Cassady und die Musikgruppe „The Warlocks“, die später unter dem Namen „Grateful Dead“ eine große Musik-Karriere gemacht haben.
Die „Merry Pranksters“ gelten als Vorreiter der San Francisco-Hippies, sie propagierten die Einnahme von psychedelischen Drogen, bunte Kleidung, Straßentheater, Lichtshows, die Discokugel und friedlichen Protest gegen die Ordnungsgewalt. Die Reise der „Merry Pranksters“ 1964 von San Francisco nach New York in einem bunten Schulbus wurde in Tom Wolfes „Der Electric Kool-Aid Acid Test“ (engl.: The Electric Kool-Aid Acid Test) dokumentiert. Die Verfilmung des Buches wurde 2010 angekündigt, aber nicht fertiggestellt. Eine filmischen Adaption der Reise der Merry Pranksters von Kalifornien nach New York zur Weltausstellung 1964 wurde unter der Regie von Alison Ellwood und Alex Gibney 2015 unter dem Titel Magic Trip fertiggestellt.
Die Inspiration zu Einer flog über das Kuckucksnest (engl.: One Flew Over The Cuckoo's Nest) hatte Kesey 1959 bekommen, während er am Veterans Hospital im kalifornischen Menlo Park als Aushilfe in der Psychiatrieabteilung arbeitete. Dort gab man ihm im Rahmen des CIA-Forschungsprogramms MKULTRA psychoaktive Drogen, um deren Auswirkungen zu studieren. Diese Erlebnisse verarbeitete er in der Zeit von Winter 1960 bis Frühling 1961 zum Roman. 1963 entstand eine Bühnenadaption, 1975 eine Verfilmung. Der Film erhielt eine Reihe von Auszeichnungen, darunter fünf Oscars: Bester Film, Beste Regie (Miloš Forman), Bestes adaptiertes Drehbuch, Bester Hauptdarsteller (Jack Nicholson), Beste Hauptdarstellerin (Louise Fletcher). Damit war der Film nach Es geschah in einer Nacht (1935) von Frank Capra der zweite Film, der in den fünf wichtigsten Kategorien – den sogenannten Big Five – einen Oscar gewinnen konnte.
1964 erschien Keseys zweites Buch, Manchmal ein großes Verlangen (engl.: Sometimes a Great Notion). Das Buch wurde 1970 von Paul Newman unter dem Titel Sie möchten Giganten sein verfilmt. Nach mehreren Prozessen wegen Drogenbesitzes, der Flucht nach Mexiko und einer anschließenden Bewährungsstrafe zog Kesey sich auf seine Farm bei Eugene, Oregon zurück und schrieb seinen dritten Roman „Sailors Song“, Geschichten sowie mehrere Theaterstücke über sein Leben mit den „Merry Pranksters“.
Die Verfilmung von Einer flog über das Kuckucksnest aus dem Jahr 1975 hat er selbst nie gesehen, bemängelte jedoch, dass der Film anders als das Buch nicht aus der Sicht von Chief Bromden erzählt wird.
Ken Kesey und die verbliebenen „Merry Pranksters“ tourten noch bis zu seinem Tod im November 2001 mit ihrem Schulbus durch Amerika, traten bei Festivals auf und machten weiter Happenings. Kesey starb an Leberkrebs.

## Werke

### Bücher
- One Flew Over the Cuckoo's Nest (1962). New American Library; TB-Reprint, ISBN 0-451-16396-6
  - Übersetzung: Einer flog über das Kuckucksnest.  Dt. von Hans Hermann, März Verlag, 1972 (Roman)
  - Übersetzung: Einer flog über das Kuckucksnest.  Dt. von Carl Weissner, Zweitausendeins Verlag, ISBN 978-3-86150-331-6 (Roman)
- Sometimes a Great Notion. (1964) A novel
  - Übersetzung: Manchmal ein großes Verlangen. Dt. von Hans Christian Kirsch. März Verlag, 1985, ISBN 978-3-88880-059-7 (Roman)
- Demon Box (1987). New York, NY: Penguin Books. ISBN 978-0-14-008530-3. A collection of essays and short stories
  - Übersetzung: Die Dämonenkiste. Neue Geschichten aus Amerika. Dt. von Hans-Ulrich Möhring. Goldmann Blitz. 1988, ISBN 3-442-21037-2 (Kurzgeschichten)
  - Übersetzung: Der Tag, nachdem Superman starb.  Goldmann Blitz, 1988, ISBN 978-3-442-21022-0 (Kurzgeschichten)
- Sailor Song (1992). New York, N.Y., U.S.A: Viking. ISBN 978-0-670-83521-8. A novel

### Hörbuch
- Einer flog über das Kuckucksnest. Erzählt von Dominic Raacke, 6 CDs, 463 min, Düsseldorf: Patmos Verlagshaus, 2007, ISBN 978-3-491-91230-4
- One Flew Over the Cuckoo's Nest (Hörbuch, gelesen von Ken Kesey), HighBridge 2007[3]

### Film
Spielfilm
- 1993: Even Cowgirls Get the Blues (USA, Regie: Gus Van Sant) In dem Kinofilm spielt Ken Kesey den Vater der Protagonistin Sissy Hankshaw (Uma Thurman), wobei er nur kurz zu Beginn zu sehen ist.

Dokumentarfilm
- 2011: Magic Trip – Ken Kesey's Search for a Kool Place (USA, Regie: Alex Gibney)